# Nado sincronizado no Campeonato Mundial de Esportes Aquáticos de 2017 - Rotina livre dueto
A prova da rotina livre dueto é um dos eventos do Campeonato Mundial de Esportes Aquáticos de 2017 que foi realizado entre os dias 18 de julho e 20 de julho de 2017 na cidade de Budapeste, na Hungria. 

## Calendário
| Fase          | Data        | Hora  |
| ------------- | ----------- | ----- |
| Eliminatórias | 18 de julho | 19:00 |
| Final         | 20 de julho | 11:00 |

## Medalhistas
| Ouro                                                   | Prata                                 | Bronze                                       |
| Rússia · Svetlana Kolesnichenko · Alexandra Patskevich | China · Jiang Tingting · Jiang Wenwen | Ucrânia · Anna Voloshyna · Yelyzaveta Yakhno |

## Resultados
| Pos.              | Nacionalidade   | Nadadoras                                    | Eliminatória | Eliminatória | Final       | Final       |
| Pos.              | Nacionalidade   | Nadadoras                                    | Pontos       | Pos.         | Pontos      | Pos.        |
| ----------------- | --------------- | -------------------------------------------- | ------------ | ------------ | ----------- | ----------- |
| Medalha de ouro   | Rússia          | Svetlana Kolesnichenko Alexandra Patskevich  | 96.6333      | 1            | 97.0000     | 1           |
| Medalha de prata  | China           | Jiang Tingting Jiang Wenwen                  | 94.9333      | 2            | 95.3000     | 2           |
| Medalha de bronze | Ucrânia         | Anna Voloshyna Yelyzaveta Yakhno             | 92.8333      | 3            | 93.2667     | 3           |
| 4                 | Japão           | Yukiko Inui Kanami Nakamaki                  | 92.6000      | 4            | 93.1333     | 4           |
| 5                 | Espanha         | Ona Carbonell Paula Ramírez                  | 91.3667      | 5            | 91.7333     | 5           |
| 6                 | Itália          | Linda Cerruti Costanza Ferro                 | 90.7000      | 6            | 90.5667     | 6           |
| 7                 | Canadá          | Claudia Holzner Jacqueline Simoneau          | 88.9667      | 7            | 89.0000     | 7           |
| 8                 | Grécia          | Evangelia Papazoglou Evangelia Platanioti    | 87.3000      | 8            | 87.6333     | 8           |
| 9                 | Áustria         | Anna-Maria Alexandri Eirini-Marina Alexandri | 86.6333      | 9            | 86.7000     | 9           |
| 10                | México          | Karem Achach Nuria Diosdado                  | 86.4333      | 10           | 86.5333     | 10          |
| 11                | Estados Unidos  | Anita Alvarez Victoria Woroniecki            | 84.3000      | 11           | 84.1333     | 11          |
| 12                | Cazaquistão     | Alexandra Nemich Yekaterina Nemich           | 84.2000      | 12           | 83.9000     | 12          |
| 13                | Coreia do Norte | Jang Hyon-ok Min Hae-yon                     | 83.7667      | 13           | Não avançou | Não avançou |
| 14                | França          | Marie Annequin Solene Lusseau                | 83.6000      | 14           | Não avançou | Não avançou |
| 15                | Brasil          | Luisa Borges Maria Clara Coutinho            | 82.8333      | 15           | Não avançou | Não avançou |
| 16                | Reino Unido     | Kate Shortman Isabelle Thorpe                | 82.5667      | 16           | Não avançou | Não avançou |
| 17                | Bielorrússia    | Iryna Limanouskaya Veronika Yesipovich       | 82.5333      | 17           | Não avançou | Não avançou |
| 18                | Países Baixos   | Bregje de Brouwer Noortje de Brouwer         | 80.2000      | 18           | Não avançou | Não avançou |
| 19                | Alemanha        | Marlene Bojer Daniela Reinhardt              | 79.9667      | 19           | Não avançou | Não avançou |
| 20                | Hungria         | Szofi Kiss Dóra Schwarcz                     | 79.8333      | 20           | Não avançou | Não avançou |
| 21                | Colômbia        | Estefanía Álvarez Mónica Arango              | 79.8000      | 21           | Não avançou | Não avançou |
| 22                | Suíça           | Maxence Bellina Maria Piffaretti             | 79.7333      | 22           | Não avançou | Não avançou |
| 23                | Chéquia         | Alžběta Dufková Sabina Langerová             | 79.2667      | 23           | Não avançou | Não avançou |
| 24                | Argentina       | Camila Arregui Trinidad López                | 76.7000      | 24           | Não avançou | Não avançou |
| 25                | Liechtenstein   | Lara Mechnig Marluce Schierscher             | 76.5000      | 25           | Não avançou | Não avançou |
| 26                | Turquia         | Defne Bakırcı Mısra Gündeş                   | 76.4667      | 26           | Não avançou | Não avançou |
| 27                | Coreia do Sul   | Lee Ri-young Uhm Ji-wan                      | 76.4000      | 27           | Não avançou | Não avançou |
| 28                | Singapura       | Debbie Soh Miya Yong                         | 76.0000      | 28           | Não avançou | Não avançou |
| 29                | Eslováquia      | Petra Ďurišová Diana Miškechová              | 75.8000      | 29           | Não avançou | Não avançou |
| 30                | Egito           | Samia Hagrass Dara Tamer                     | 75.5667      | 30           | Não avançou | Não avançou |
| 31                | Israel          | Eden Blecher Yael Polka                      | 75.2000      | 31           | Não avançou | Não avançou |
| 32                | Malásia         | Gan Hua Wei Lee Lee Yhing Huey               | 73.7333      | 32           | Não avançou | Não avançou |
| 33                | Sérvia          | Nevena Dimitrijević Jelena Kontić            | 73.0667      | 33           | Não avançou | Não avançou |
| 34                | Chile           | Bianca Consigliere Isidora Letelier          | 72.3667      | 34           | Não avançou | Não avançou |
| 35                | Polónia         | Julia Mikołajczak Swietłana Szczepańska      | 72.2333      | 35           | Não avançou | Não avançou |
| 36                | Bulgária        | Daniela Bozadzhieva Hristina Damyanova       | 72.0667      | 36           | Não avançou | Não avançou |
| 37                | Portugal        | Maria Gonçalves Cheila Vieira                | 70.8667      | 37           | Não avançou | Não avançou |
| 38                | Costa Rica      | Fiorella Calvo Natalia Jenkins               | 70.5667      | 38           | Não avançou | Não avançou |
| 39                | África do Sul   | Emma Manners-Wood Laura Strugnell            | 67.4667      | 39           | Não avançou | Não avançou |
| 40                | Nova Zelândia   | Eva Morris Jazzlee Thomas                    | 66.4000      | 40           | Não avançou | Não avançou |
| 41                | Hong Kong       | Haruka Kawazoe Christie Poon                 | 65.7333      | 41           | Não avançou | Não avançou |
| 42                | Cuba            | Melissa Alonso Carelys Valdes                | 64.9333      | 42           | Não avançou | Não avançou |
| 43                | Filipinas       | Allyssa Salvador Jemimah Tiambeng            | 57.5333      | 43           | Não avançou | Não avançou |

Legenda
| Recorde mundial       | Recorde mundial (World record)               |                       | Recorde africano                      | Recorde africano (African) |                                           | Q | Classificado por posição (Qualified) |
| Recorde do campeonato | Recorde do campeonato (Championship record)  | Recorde da América    | Recorde da América (Americas)         | q                          | Classificado por melhor tempo (Qualified) |   |                                      |
| Melhor marca do ano   | Melhor marca do ano (World leading)          | Recorde asiático      | Recorde asiático (Asian)              | DNS                        | Não largou (Did not start)                |   |                                      |
| Recorde nacional      | Recorde nacional (National record)           | Recorde europeu       | Recorde europeu (European)            | DNF                        | Não terminou (Did not finish)             |   |                                      |
| Recorde pessoal       | Recorde pessoal do atleta (Personal best)    | Recorde da Oceania    | Recorde da Oceania (Oceania)          | DSQ / DQ                   | Desclassificado (Disqualified)            |   |                                      |
| Recorde da temporada  | Recorde da temporada do atleta (Season best) | Recorde sul-americano | Recorde sul-americano (South America) | NM                         | Sem marca (No mark)                       |   |                                      |